# Wilhelm Bernhard Nebel

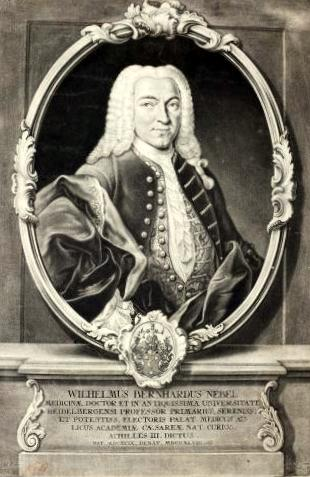
Wilhelm Bernhard Nebel

Wilhelm Bernhard Nebel (* 3. Juli 1699 in Marburg; † 17. April 1748 in Heidelberg) war ein deutscher Physiker und Mediziner sowie Hochschullehrer und Rektor an der Universität Heidelberg.

## Leben und Wirken
Nebel war der Sohn des Mediziners Daniel Nebel und der Loysa Sara Catharina de Spina (1678–1742), eine Tochter des Heidelberger Rechtswissenschaftlers Johannes de Spina. Nach seiner Schulzeit studierte Nebel zunächst an der Universität Heidelberg Naturwissenschaften, Philosophie und Medizin und vertiefte seine medizinische Ausbildung in Straßburg bei Johannes Salzmann und in Basel bei Theodor Zwinger und anderen. In Basel legte er seine Magisterprüfung ab und promovierte am 24. März 1719 bei Johann I Bernoulli mit der „Dissertatio physica de mercuriolucente in vacuo“ zum Dr. phil. Nach weiteren Studien in Lausanne und Genf legte er zwei Jahre später mit der Dissertation „De plantis dorsiferis usualibus“ seine Prüfung zum Dr. med. ab.
Bereits mit 24 Jahren wurde Nebel am 8. März 1723 mit dem Beinamen „Achilles III.“ auf Grund seiner naturwissenschaftlichen Kenntnisse und Fähigkeiten als Mitglied (Matrikel-Nr. 363) in die Deutsche Akademie der Naturforscher Leopoldina aufgenommen. Zu jener Zeit war er als Privatdozent tätig und wurde 1724 an der Hohen Schule Herborn als Professor der Mathematik, Physik und Medizin übernommen. Im Jahr 1728 folgte Nebel einem durch seinen dort tätigen Vater vermittelten Ruf an die Universität Heidelberg, wo er eine Professur für Anatomie und Chirurgie und später für Experimentalphysik mit der Anwartschaft auf das Gehalt seines Vaters nach dessen Tod übertragen erhielt. Zugleich wurde er Arzt am Sapienzkolleg, der Neckarschule und am Waisenhaus Handschuhsheim. Darüber hinaus bestellten ihn die Kurfürsten Karl Philipp und Karl Theodor zu ihrem persönlichen Leibarzt. In den Jahren 1737/1738 und 1745/1746 wurde Nebel zum Rektor der Universität Heidelberg gewählt.
Nebel zählte zu den ersten Iatrophysikern seiner Zeit, sein größtes Verdienst war jedoch die weitere Erforschung im Kampf gegen die Blattern. Nach dem Engländer Edward Jenner galt Nebel als einer der ersten Ärzte Deutschlands, der sich ab 1729 mit der Inokulation der Pocken befasst hatte und darüber publizierte. In diesem Zusammenhang konnte Nebel 1744 den Kurfürsten Karl Theodor von der Pockenkrankheit heilen, der daraufhin dieses Ereignis auf mehrere Gedenkmünzen prägen ließ, auf deren Vorderseite der Kurfürst der Jungfrau Maria dankt, während auf der Rückseite die Stadt Mannheim ihm gratuliert. 
Darüber hinaus übernahm Nebel von 1741 bis zu seinem Tod die Verantwortung als Leiter des Botanischen Garten Heidelbergs, den sein Vater 1708 nach den Zerstörungen durch den Pfälzischen Erbfolgekrieg neu angelegt hatte.
Wilhelm Bernhard Nebel war verheiratet mit Maria Elisabeth Wilhelmy (1705–1790), Tochter des kurpfälzischen Kriegsrates und Gesandten am kaiserlichen Hof, Johann Wilhelm Wilhelmy, mit der er lediglich den Sohn Daniel Wilhelm Nebel bekam. Dieser folgte dem Lebensweg seines Vaters als Mediziner, Hofapotheker sowie Hochschullehrer und Rektor in Heidelberg.

## Schriften (Auswahl)
- Diss. inaug. ... de partu tredecimestri legitimo. 1731
- Diss. inaug. med. de variolis. 1731
- Diss. inaug. ... de signis intoxicationis. 1733
- Diss. inaug. med. de lapide nephritico novo. 1733
- Diss. botan. med. de acmella Palatina. 1739
- Diss. inaug. med. pract. de cardialgia haemorrhoidali. 1739
- Diss. inaug. ... de sudoribus particularibus consuetis. 1740
- Diss. inaug. med. de corticis peruviani modo operandi. 1740
- Diss. med. de synovia, eiusque remediis specificis. 1741